# Зембувко
Зембувко (пол. Zębówko) — село в Польщі, у гміні Львувек Новотомиського повіту Великопольського воєводства.